# Strobilanthes
Strobilanthes Blume, 1826 è un genere di piante angiosperme appartenente alla famiglia delle Acantacee. È l'unico genere della tribù Strobilanthinae T. Anderson, 1866.

## Etimologia
Il nome del genere deriva da due parole greche strobilos (= cono) e anthos (= fiore) e fa riferimento al particolare modo in cui le foglie e le brattee avvolgono i fiori.

## Descrizione

### Portamento
Il portamento delle specie di questo genere è erbaceo, arbustivo o arboreo. I fusti hanno una sezione quadrangolare a causa della presenza di fasci di collenchima posti nei quattro vertici; spesso sono solcati e con l'età diventano legnosi e cavi. Nelle varie parti vegetative sono presenti dei glicosidi fenolici spesso in composti iridoidi, alcaloidi e diterpenoidi; sono presenti inoltre i cistoliti

### Foglie
Le foglie, debolmente o marcatamente anisofille, picciolate o sessili, lungo il fusto hanno una disposizione opposta. La forma è lamellare con prominenti cistoliti lineari (talvolta anche abassialmente). I margini delle foglie sono variamente dentati, seghettati, crenati, ondulati o interi. In Aechmanthera le foglie sono rugose e viscide.

### Infiorescenze

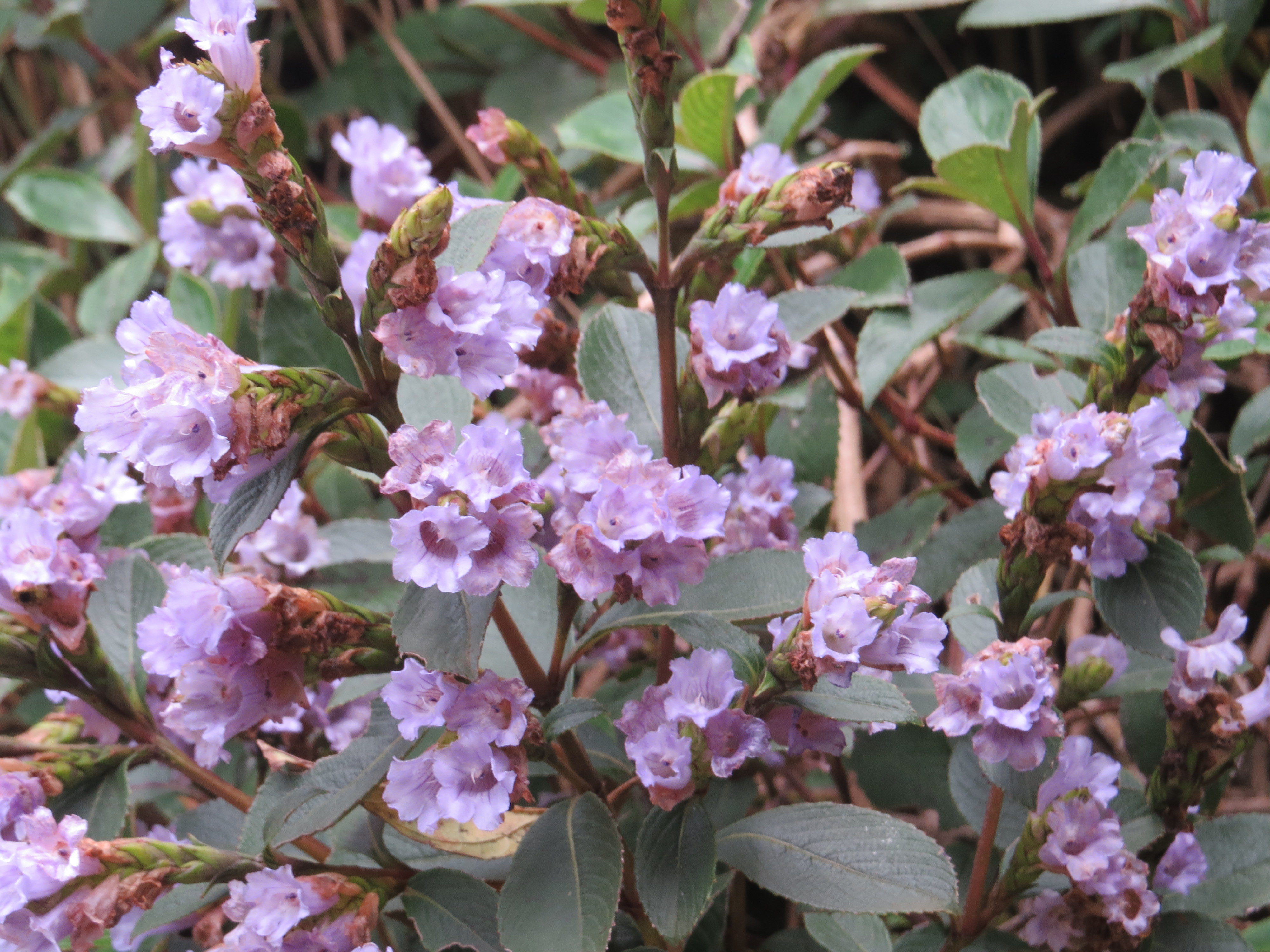
Infiorescenza
Strobilanthes kunthiana

Le infiorescenze sono ascellati o terminali. I fiori, comunemente pedicellati (ma talora sessili), sono raccolti in pannocchie aperte. Diversi tipi di brattee sono presenti nell'infiorescenza: sterili, simili alle foglie ma ridotte, persistenti o caduche, con forme e dimensioni molto variabili (ovate o lanceolate), interne o apicali, che sottendono l'infiorescenza o i singoli fiori. In genere sono presenti due bratteole per pedicello, piccole o a volte del tutto assenti.

### Fiori

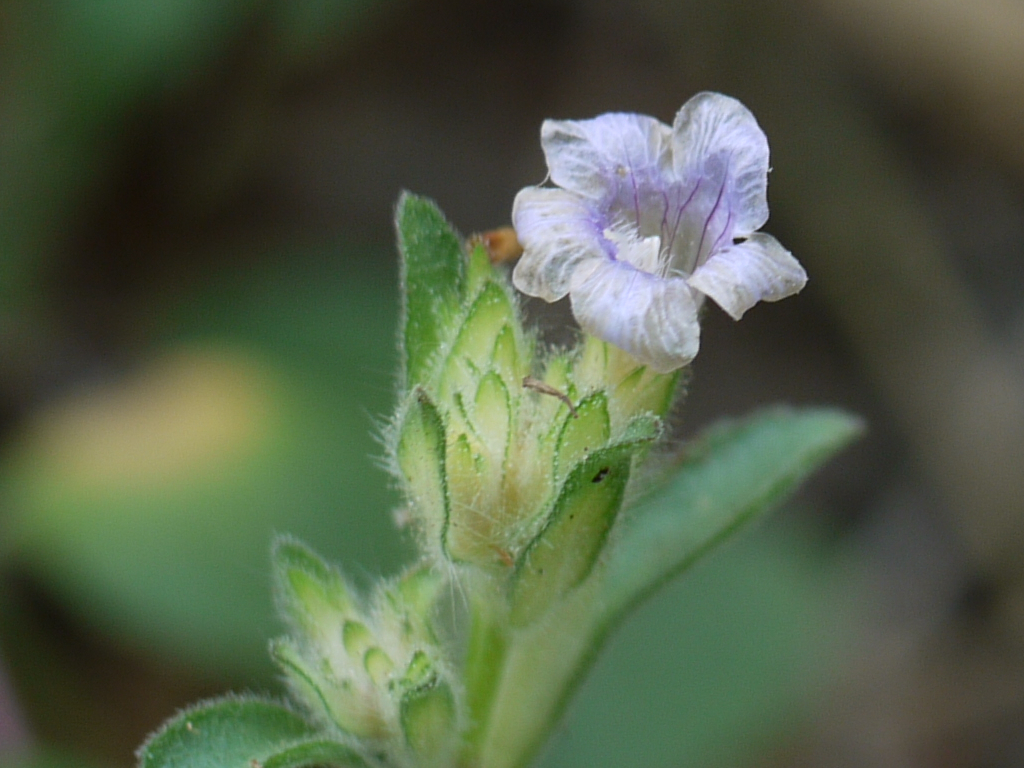
I fiori
Strobilanthes pavala

I fiori sono ermafroditi e zigomorfi; sono inoltre tetraciclici (ossia formati da 4 verticilli: calice– corolla – androceo – gineceo) e pentameri (i verticilli del perianzio hanno più o meno 5 elementi ognuno).
- Formula fiorale:[7]

X, K (5), [C (2+3), A 2+2 o 2] G (2/supero), capsula
- Il calice, gamosepalo, è formato da 5 profondi lobi. I lobi sono più o meno uguali (calice attinomorfo); eventualmente il lobo medio è più lungo degli altri. In certe specie i lobi sono parzialmente fusi per formare un calice bipartito o tripartito (calice zigomorfo). Il calice può essere accrescente alla fruttificazione.

- La corolla, gamopetala e più o meno attinomorfa, è formata da un cilindro tubolare, campanulato o a forma di imbuto, a volte gibboso, che si allarga gradualmente o improvvisamente in 5 lobi uguali o subuguali con forme ovali. L'interno del tubo è glabro con eventualmente dei tricomi. Durante la gemmazione i lobi sono contorti. Il colore della corolla è bluastro, raramente bianco, giallo o rosa.

- L'androceo è formato da 4 stami didinami; raramente sono presenti 2 stami fertili e altri due staminoidi, oppure 4 stami fertili e uno staminoide. I filamenti sono adnati alla corolla e basalmente sono monadelfi; di solito due filamenti sono distintamente più lunghi degli altri due. Le antere sono incluse o sporgenti dalla corolla; hanno due teche parallele, con forme ovate, oblunghe o subsferiche, erette o incurvate. Le teche in genere sono glabre e smussate alla base; raramente hanno un abbondante connettivo e delle punte mucronate. I polline ha delle forme sferiche o ellissoidi, è echinato con delle coste; normalmente è tricolpoporato. È presente un disco nettarifero.

- Il gineceo è formato da un ovario supero bicarpellare (a due carpelli connati - ovario sincarpico) e quindi biloculare con forme da oblunghe a obovoidali. La placentazione in generale è assile. Ogni loggia può contenere 2 (fino a 10) ovuli. Gli ovuli possono essere anatropi o campilotropi con un solo tegumento e sono inoltre tenuinucellati (con la nocella, stadio primordiale dell'ovulo, ridotta a poche cellule).[9] Lo stilo è filiforme, semplice, lungo e snello, con un solo stigma bifido (un lobo è più lungo). Lo stilo può essere persistente dopo la caduta della corolla.

### Frutti
I frutti sono delle capsule con forme da oblunghe a strettamente obovoidi; a volte sono da fusiformi a strettamente ellissoidi. I semi, da 4 fino a 20, hanno delle forme appiattite (discoidi) ovali o orbicolari con superficie ricoperta da tricomi mucillaginosi, ma anche glabra. I semi sono provvisti di un funicolo persistente (il retinacolo è incurvato o uncinato). L'endosperma in genere è assente. La deiscenza dei frutti è elastica (derivata dalla particolare placentazione dell'ovario).

## Distribuzione e habitat
Il genere è diffuso nell'Asia tropicale e in Oceania.

## Tassonomia
Il genere comprende 466 specie.